# Petersmühle (Solingen)
Petersmühle ist eine Ortslage in der bergischen Großstadt Solingen. Sie geht auf eine dort befindliche Wassermühle bzw. einen vormaligen Schleifkotten zurück.:7

## Lage und Beschreibung
Petersmühle befindet sich abseits städtischer Bebauung in der Mitte des Solinger Stadtbezirks Burg/Höhscheid. Der Ort liegt im Tal des Bertramsmühler Bachs zwischen Hästen im Westen und Dorperhof im Osten, die beide auf Höhenzügen oberhalb des Bachtals liegen. Die Ortslage ist über eine schmale Stichstraße von der Burger Landstraße aus zu erreichen. Darüber hinaus führen Wanderwege durch das Bertramsmühler Bachtal an Petersmühle vorbei. Das Mühlgebäude wurde nach einem Brand 1887 wieder aufgebaut, es dient heute als Wohnhaus.
Benachbarte Orte sind bzw. waren (von Nord nach West): Steinsiepen, Birken, Jagenberg, Kirschbaumskotten, Pfaffenberg, III. Hästen, Scharfhausen und Bertramsmühle.

## Etymologie
Die Ortsbezeichnung geht auf den Familiennamen Peters zurück.

## Geschichte
Die namensgebende Petersmühle hat ursprünglich als Schleifkotten bereits im 17. Jahrhundert bestanden. Im Jahre 1684 war dieser einer von insgesamt neun Schleifkotten entlang des Bertramsmühler Bachs. In dem Kartenwerk Topographia Ducatus Montani von Erich Philipp Ploennies, Blatt Amt Solingen, aus dem Jahre 1715 ist der Ort unbenannt als Schleifkotten verzeichnet. Der Ort wurde in den Registern der Honschaft Dorp innerhalb des Amtes Solingen geführt.
Ab Ende des 18. Jahrhunderts wurde der Kotten in eine Fruchtmühle umgewandelt, ab 1823 wurde die Mühle als Knochenmühle genutzt. Die Topographische Aufnahme der Rheinlande von 1824 verzeichnet den Ort unbenannt als Standort einer Wassermühle. In der Preußischen Uraufnahme von 1844 ist der Ort als Peters M. benannt. In der Topographischen Karte des Regierungsbezirks Düsseldorf von 1871 ist der Ort hingegen nicht verzeichnet. In der Karte vom Kreise Solingen aus dem Jahr 1875 des Solinger Landmessers C. Larsch ist der Ort als Flügelsmühle verzeichnet, dieser Name hat sich jedoch dauerhaft nicht erhalten.
Nach Gründung der Mairien und späteren Bürgermeistereien Anfang des 19. Jahrhunderts gehörte der Ort zur Bürgermeisterei Dorp, die 1856 das Stadtrecht erhielt. Die Bürgermeisterei beziehungsweise Stadt Dorp wurde nach Beschluss der Dorper Stadtverordneten zum 1. Januar 1889 mit der Stadt Solingen vereinigt. Damit wurde Petersmühle ein Ortsteil Solingens.
Die Industrialisierung im Solinger Industriegebiet erhielt im 19. Jahrhundert unter anderem an der Petersmühle Einzug. Das 1852 von den Gebrüdern Lüttges gegründete Unternehmen Lüttges produzierte zunächst mit Wasserkraft in der Petersmühle, die nun wieder als Schleifkotten genutzt wurde, Damenbekleidung aller Art, anfangs vorwiegend sogenannte Reifröcke. Im Jahre 1853 wurde eine Dampfmaschine in Betrieb genommen. Die Firma Lüttges zog später nach Wald um und besteht noch heute mit Sitz in Solingen.
Das ehemalige Mühlgebäude brannte im Jahre 1887 fast vollständig ab. Unter Einbeziehung der stehen gebliebenen Außenmauern wurde ein neues Gebäude als Wohnhaus errichtet, das heute noch vorhanden ist. Das Haus bewohnte unter anderem der Solinger Stadthistoriker Heinz Rosenthal.